# أبوتامكين
أبوتامكين (بالإنجليزية: Apotamkin)‏ شخصية رجل شرير كثيف الشعر بمخالب طويلة عند هنود أمريكا الشمالية. وقد استخدمت هذه الأسطورة لتخويف الأطفال من التجوال وحدهم دون إرشاد الأبوين.

## معرض صور

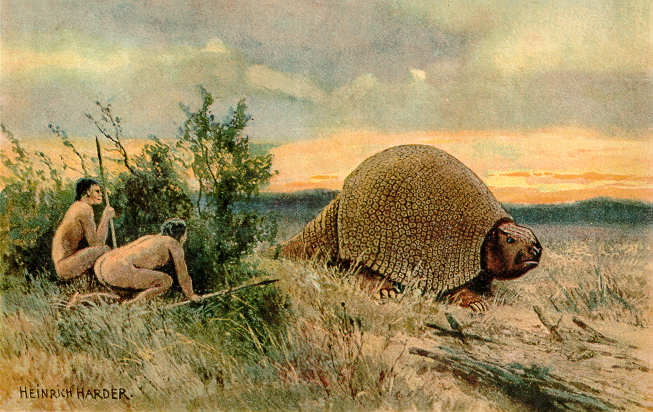
رسم توضيحي للسكان الأصليين وهم يصطادون غليبتودون.
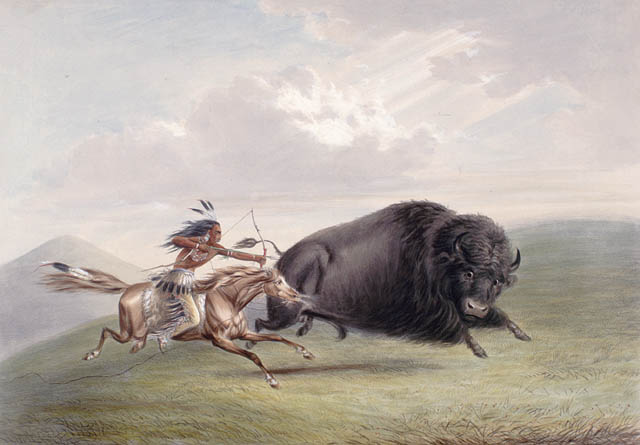
مطاردة البيسون يصورها جورج كاتلين.
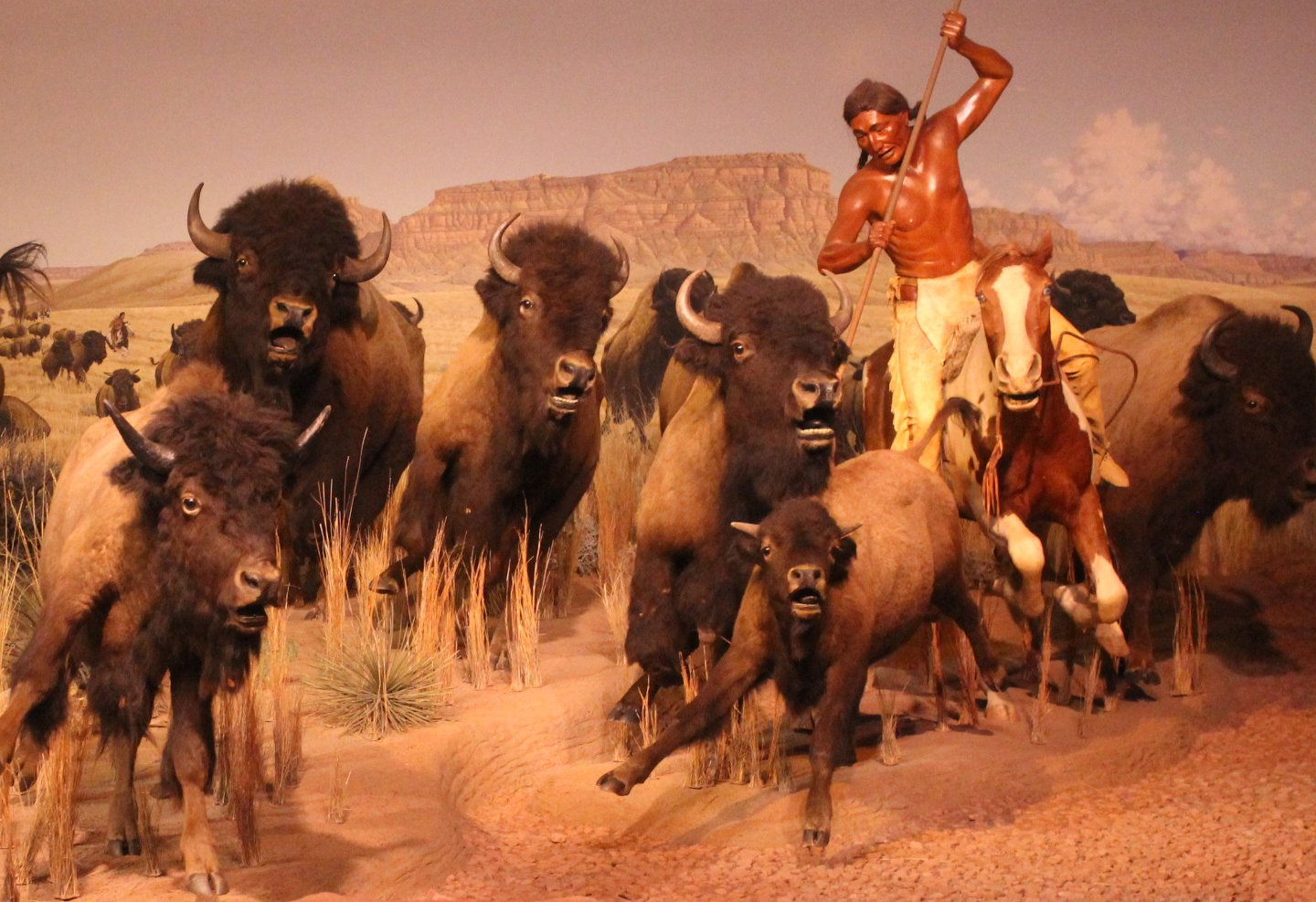
مطاردة حيوان البيسون من قبل أحد السكان الأصليين.
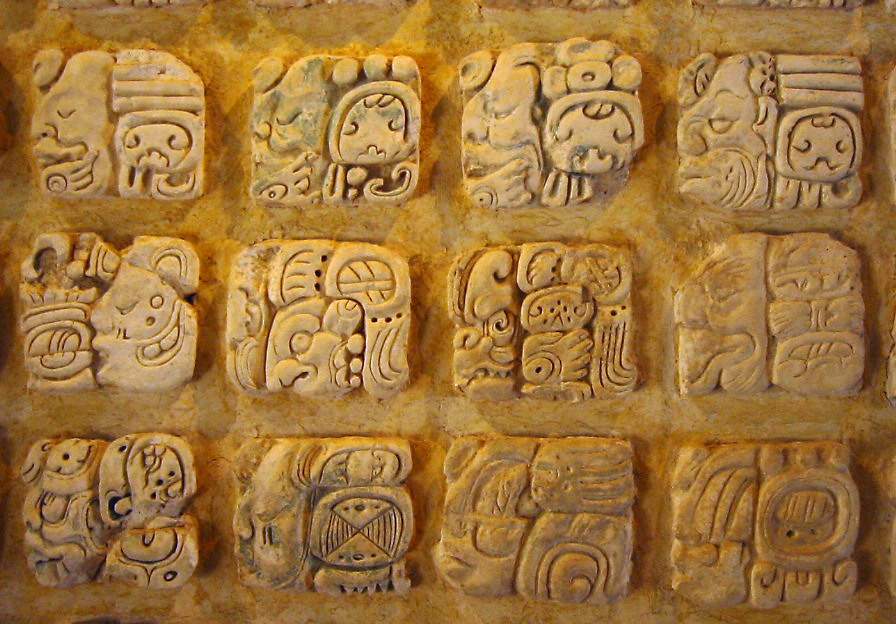
صورعلى الجص من المايا في متحف Sitio في بالينكو، المكسيك.
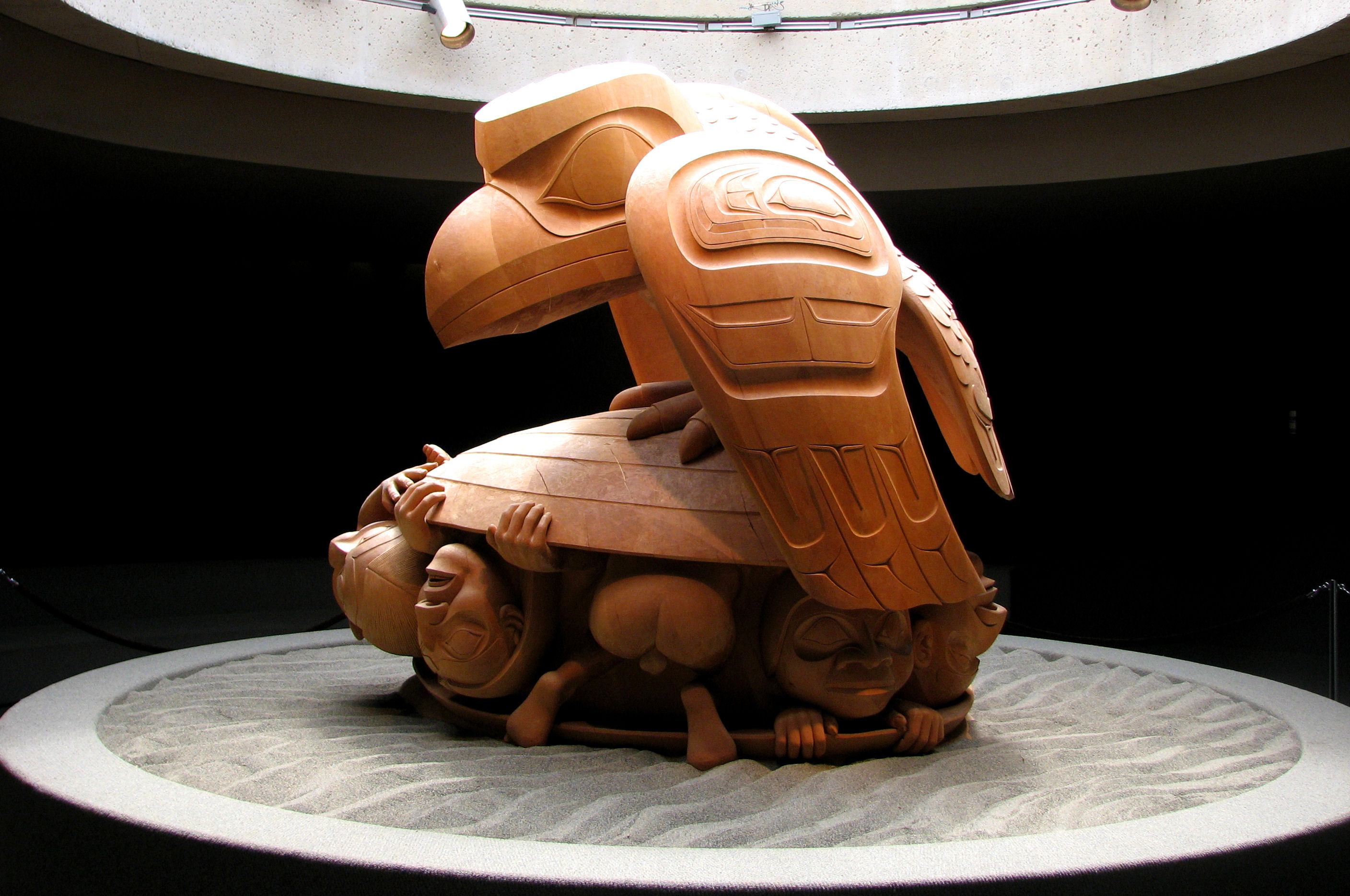
الغراب والرجل الأول. يمثل الغراب شخصية المحتال المشترك في العديد من الأساطير.